# Aleksandr Iàkovlev
|  | Per a d'altres personatges amb el mateix cognom, vegeu Iàkovlev |

Aleksandr Iàkovlev (rus: Алекса́ндр Серге́евич Я́ковлев)  (Moscou, 19 de març de 1906 (Julià) - Moscou, 22 d'agost de 1989), nom complet amb patronímic Aleksandr Serguéievitx Iàkovlev,fou un enginyer aeronàutic soviètic. Va dissenyar els avions militars Iàkovlev i va fundar la Oficina de Disseny Iàkovlev.Iàkovlev va ser membre del Partit Comunista de la Unió Soviètica des de 1938.

## Biografia
Iàkovlev va néixer a Moscou, on el seu pare era un empleat de la companyia petrolífera dels Germans Nobel. Des de 1919-1921 va treballar com a missatger a temps parcial mentre encara estava a l'escola, i el 1922 va construir el seu primer avió model com a part d'un projecte escolar. El 1924, va construir un planador, l'AVF-10, que va realitzar el seu primer vol el 24 de setembre de 1924. El disseny va guanyar un premi i li va aconseguir un lloc com a treballador de l'Acadèmia d'Enginyeria de les Forces Aèries Jukovski. No obstant això, es van negar els seus intents reiterades d'accedir a l'Acadèmia a causa del seu "origen no proletari". El 1927, Iàkovlev va dissenyar l'avió ultralleuger AIR-1. Aquest va ser el primer d'una sèrie de deu avions que va dissenyar entre 1927 i 1933.
El 1927, Iàkovlev finalment va accedir a l'Acadèmia i es va graduar el 1931. Després va ingressar com a enginyer a la planta d'aviació de Moscou núm. 39, on es va establir el seu primer gabinet de disseny d'aviació lleugera el 1932. Es va convertir en el principal dissenyador el 1935, i després en dissenyador en cap (1956–1984) dels avions per a l'Oficina de Disseny Iàkovlev.
De l'11 de gener de 1940 a 1946, va ser simultàniament subcomissari de la indústria de l'aviació de noves tecnologies, i des de març de 1946, viceministre de la indústria de l'aviació (per a qüestions generals). El juliol del 1946, va dimitir com a viceministre per la seva pròpia voluntat.
Abans de l'inici de la Segona Guerra Mundial, va realitzar diversos viatges a l'estranger, incloent Itàlia, Anglaterra i Alemanya, per estudiar el desenvolupament d'aeronaus en aquests països. Després de l'inici de la guerra, va ajudar a supervisar l'evacuació de les fàbriques d'avions cap a l'est i l'organització de la producció, mentre continuava com a dissenyador principal de la seva oficina. El 1946 se li va concedir el títol de "Coronel General d'Aviació".
En total, l'Oficina de Disseny Iàkovlev va crear més de 200 tipus i modificacions d'aeronaus, incloent-hi més de 100 sèries:
- avions lleugers per a diversos propòsits: esports, polivalents, inclosos reactors.
- avions de combat de la Segona Guerra Mundial
- primers avions de combat a reacció i interceptors soviètics
- planadors i helicòpters, inclòs l'helicòpter Iak-24, el més gran del món a la dècada del 1950
- una família d'aeronaus supersòniques, inclosos els primers bombarders supersònics soviètics, avions de reconeixement i interceptors.
- el primer avió d'enlairament i aterratge vertical de l'URSS, el Iak-141
- avions de passatgers a reacció.
- vehicles aeris no tripulats.

Des del 1934, els avions de Iàkovlev han estat constantment en producció i explotació a gran escala. En total, es van construir més de 70 mil avions Iak, inclosos més de 40 mil avions durant la Gran Guerra Patriòtica. En concret, 2/3 de tots els avions de combat eren avions de Iàkovlev. La Oficina de Disseny d'Aeronaus fou guardonada amb el Premi Lenin, el Premi Estatal de l'URSS i sis Premis Stalin. Els seus avions s'utilitzen àmpliament tant a l'antiga URSS com a l'estranger.
El 1976 Iàkovlev es va convertir en acadèmic de l'Acadèmia de Ciències de l'URSS. Fou diputat del Soviet Suprem de l'URSS (1946–1989). Iàkovlev es va retirar el 21 d'agost de 1984.
Va morir el 22 d'agost de 1989. Fou enterrat a Moscou, al cementiri de Novodévitxi (parcel·la número 11).

## Premis i condecoracions
- Dos cops Heroi del Treball Socialista (28.10.1940 medalla núm. 7; 12.7.1957)
- Deu Ordes de Lenin (27.4.1939; 28.10.1940; 6.9.1942; 25.5.1944; 2.7.1945; 15.11.1950; 31.3.1956; 31.3.1966; 23.6.1981; 17.8.1984)
- Orde de la Revolució d'Octubre (26.4.1971)
- Dues Ordes de la Bandera Roja (3.11.1944; 26.10.1955)
- Orde de Suvórov de 1a classe (16.9.1945)
- Orde de Suvórov de 2a classe (19.08.1944)
- Orde de la Guerra Patriòtica de 1er grau (10.6.1945)
- Orde de la Bandera Roja del Treball (17.9.1975)
- Orde de l'Estrella Roja (17.8.1933)
- Premi Stalin de primer grau (1941) — pel desenvolupament d'una nova estructura d'avions ("Iak-1")
- Premi Stalin de primer grau (1942) — per al desenvolupament d'un nou disseny d'avions.
- Premi Stalin de primer grau (1943) — per a la modificació i millora dels avions de combat.
- Premi Stalin de primer grau(1946) — pel desenvolupament del disseny del nou avió de caça Ikovlev-3 i la millora radical de l'avió de combat Iàkovlev-9
- Premi Stalin de primer grau (1947) — pel desenvolupament del disseny d'un nou model d'avió de combat.
- Premi Stalin de primer grau (1948) — per crear un nou tipus d'avió de combat.
- Premi Lenin (1972)
- Premi Estatal de l'URSS (1977)
- Oficial de la Legió d'Honor;[5]
- Medalla d'Or de la Fédération Aéronautique Internationale (1967).